# Сарла-ла-Канеда (округ)
Сарла-ла-Канеда (фр. Sarlat-la-Canéda) — округ (фр. Arrondissement) во Франции, один из округов в регионе Аквитания. Департамент округа — Дордонь. Супрефектура — Сарла-ла-Канеда.
Население округа на 2006 год составляло 72 873 человек. Плотность населения составляет 38 чел./км². Площадь округа составляет всего 1921 км².

## Административно-территориальное деление

### С 1800 по 2015 год
- кантон Бельвес (фр.)
- кантон Бюг (фр.)
- кантон Карлюкс (фр.)
- кантон Дом (фр.)
- кантон Монтиньяк (фр.)
- кантон Сен-Сиприян (фр.)
- кантон Салиньяк-Евиг (фр.)
- кантон Сарла-ла-Канеда
- кантон Террассон-Лавильдье (фр.)
- кантон Вильфранш-дю-Перигор (фр.)